# 北京槲栎
北京槲栎（学名：Quercus aliena var. pekingensis）为壳斗科栎属下的一个变种。

## 扩展阅读
- 維基物種上的相關：北京槲栎